# 志賀勝 (アメリカ文学者)
志賀 勝（しが まさる、1892年3月29日 - 1955年8月1日）は、日本のアメリカ文学者。
愛媛県宇和島市出身。関西学院高等学部文科英文学科卒業、のち母校教授、戦後は関西学院大学英文科主任教授を務めた。早くからアメリカ文学に注目し、病気に苦しみながら著作、翻訳多数を上梓した。

## 著書
- 現代英米文学の研究 （創元社、1935年）
- アメリカ文芸思潮 （弘文堂、1939年）
- ロレンス （創元社、1939年）
- 文学と信念 （理想社、1940年）
- 研究社英米文学語学講座 第9 現代アメリカ文学論 （研究社、1942年）
- アメリカ文学史 （高桐書院、1947年）
- アメリカ現代作家 （創元社、1947年）
- アメリカ文学手帖 （朝日新聞社、1948年）
- エマソン （養徳社、1948年）
- アメリカ文学序説 （時論社、1948年）
- 文学論 （高桐書院、1948年）
- 英文学十講 （聖光社、1949年）
- アメリカ文学現実主義時代 （研究社出版、1950年）
- アメリカの倫理 エマーソンとその理想 （養徳社、1951年）
- アメリカ文学の成長 （研究社出版、1954年）

## 翻訳
- ダイナモ （ユージン・オニイル 新生堂、1931年）
- ソーローの言葉 （ソーロー 西村書店、1947年）
- エマソンの言葉 （西村書店、1948年）
- 民主主義展望 （ウォルト・ホイットマン 創元社、1949年 のち岩波文庫）
- 我が友フリッカ 子馬物語 （メリー・オハラ 文祥堂、1949年）
- 愛の詩集 （D.H.ロレンス 人文書院、1955年）

## 共著・編著
- アメリカ文学の形成 （荒川竜彦、西村孝次 世界文学社、1948年）
- ヘミングウェイ研究 （英宝社、1954年）

## 記念論集
- 志賀勝先生追悼論文集 （関西学院大学文学部英米文学会、1956年）